# Gerhart Pohl
Gerhart Pohl, noto anche con lo pseudonimo di Silesius Alter (Żmigród, 9 luglio 1902 – Berlino, 15 agosto 1966), è stato uno scrittore tedesco.

## Biografia
Studiò lingua tedesca a Breslavia e a Monaco di Baviera senza terminare gli studi. Esordì in campo letterario nel 1921 con la novella Fragolfs Kreuzweg, Ein Jugendjahr, poi nel 1923 rilevò la pubblicazione della rivista letteraria Die Neue Bücherschau, che sotto la sua direzione divenne uno dei più autorevoli periodici di sinistra.
Dopo la breve esperienza editoriale viaggiò per l'Europa, la Palestina e l'Egitto, non senza pubblicare articoli, saggi e radiodrammi. Nel 1930 raccolse i suoi saggi più importanti pubblicati sul Die Neuen Bücherschau nel libro Vormarsch ins XX. Jahrhundert, Zerfall und Neubau der europ. Gesellschaft im Spiegel der Literatur, poi nel 1932 si trasferì a Wolfshau, presso Karpacz, dove conobbe il germanista Werner Milch, Gerhart Hauptmann e altri della sua cerchia.
Nel periodo nazista aiutò molti scrittori e politici a rifugiarsi in Boemia, come Albert Daudistel, Johannes Wüsten, Carlo Mierendorff e Theo Haubach. Nel 1935 venne espulso dal Reichsschrifttumskammer della Camera della Cultura del Reich, tuttavia riuscì a pubblicare il romanzo Die Brüder Wagemann l'anno successivo. Nel 1939 venne riabilitato con l'aiuto degli amici Hauptmann e Hans Christoph Kaergel, il che gli permise di pubblicare il suo capolavoro intitolato Der verrückte Ferdinand.
Dopo la seconda guerra mondiale lavorò a Berlino come redattore del mensile politico-culturale della Kulturbund Aufbau. Nel 1955 pubblicò il suo ultimo romanzo, Fluchtburg. Le sue memorie restarono incompiute.